# Дискография Bad Religion
Дискография американской панк-рок группы Bad Religion включает в себя 16 студийных альбомов, 2 концертных альбома, 4 сборника, 1 бокс сет, 2 EP, 29 синглов, 5 видеоальбомов и 23 видеоклипа. Группа была сформирована в 1980 году в Лос-Анджелесе, Калифорния, вокалистом Грегом Граффином, гитаристом Бреттом Гуревичем, басистом Джеем Бентли и барабанщиком Джеем Зискрутом. Дебютный одноименный EP альбом был выпущен в феврале 1981 года на лейбле Гуревича Epitaph Records. Пит Файнстоун заменил Зискрута прежде чем группа выпустила свой первый полноформатный дебютный альбом How Could Hell be Any Worse? в 1982 году. В следующем году был записан альбом Into the Unknown с басистом Полом Дедона и барабанщиком Дейви Голдманом, прежде чем Бентли и Файнстоун вернулись в группу и Грег Хетсон присоединился как второй гитарист.
После краткого перерыва Bad Religion вернулись с тремя альбомами за три года — Suffer в 1988, No Control в 1989 и Against the Grain в 1990 годах, — прежде чем Файнстоун снова покинул коллектив и был заменен Бобби Шейером. Альбом 1992 года Generator попал в топ 50 в Германии, после чего в следующем году Recipe for Hate вошел в топ 40. После подписания контракта с лейблом Atlantic Records группа записала последний альбом с Гуревичем, прежде чем тот покинул группу, Stranger than Fiction. Альбом оказался первым коммерческим успехом группы, попав на 87 строку чарта Billboard 200 и получил золото от американской и канадской ассоциаций звукозаписывающих компаний. Три сингла с альбома вошли в топ 40 в Alternative Songs от Billboard.
После замены Гуревича Брайаном Бейкером группа выпустила еще три альбома на том же лейбле — The Gray Race (1996), No Substance (1998) и The New America (2000), — каждый из которых попал в топ 100 в Billboard 200. В 2001 году Гуревич вернулся и Шейер был заменен Бруксом Вакерманом к записи нового альбома The Process of Belief (выпущенный на Epitaph Records), который первым попал в топ 50 в США. The Empire Strikes First попал в топ 40, а сингл «Los Angeles Is Burning» получил 40 место в чарте Alternative Songs и 3 место в UK Rock Chart. New Maps of Hell и The Dissent of Man заработали 35 позицию, а True North попал на 19. Christmas Songs получил 101 место в Billboard 200.

## Альбомы

### Студийные альбомы
| Название                     | Детали                                                                     | Высшая позиция в чарте | Высшая позиция в чарте | Высшая позиция в чарте | Высшая позиция в чарте | Высшая позиция в чарте | Высшая позиция в чарте | Высшая позиция в чарте | Высшая позиция в чарте | Высшая позиция в чарте | Высшая позиция в чарте | Сертификация       |
| Название                     | Детали                                                                     | US                     | AUT                    | CAN                    | FIN                    | GER                    | JAP                    | NED                    | SWE                    | SWI                    | UK                     | Сертификация       |
| ---------------------------- | -------------------------------------------------------------------------- | ---------------------- | ---------------------- | ---------------------- | ---------------------- | ---------------------- | ---------------------- | ---------------------- | ---------------------- | ---------------------- | ---------------------- | ------------------ |
| How Could Hell Be Any Worse? | - Выпущен: 19 января 1982 - Лейбл: Epitaph Records - Форматы: LP, CS       | —                      | —                      | —                      | —                      | —                      | —                      | —                      | —                      | —                      | —                      |                    |
| Into the Unknown             | - Выпущен: 30 ноября 1983 - Лейбл: Epitaph Record - Форматы: LP, CS        | —                      | —                      | —                      | —                      | —                      | —                      | —                      | —                      | —                      | —                      |                    |
| Suffer                       | - Выпущен: 8 сентября 1988 - Лейбл: Epitaph Records - Форматы: CD, LP, CS  | —                      | —                      | —                      | —                      | —                      | —                      | —                      | —                      | —                      | —                      |                    |
| No Control                   | - Выпущен: 2 ноября 1989 - Лейбл: Epitaph Records - Форматы: CD, LP, CS    | —                      | —                      | —                      | —                      | —                      | —                      | —                      | —                      | —                      | —                      |                    |
| Against the Grain            | - Выпущен: 23 ноября 1990 - Лейбл: Epitaph Records - Форматы: CD, LP, CS   | —                      | —                      | —                      | —                      | —                      | —                      | —                      | —                      | —                      | —                      |                    |
| Generator                    | - Выпущен: 13 марта 1992 - Лейбл: Epitaph Records - Форматы: CD, LP, CS    | —                      | —                      | —                      | —                      | —                      | —                      | —                      | —                      | —                      | —                      |                    |
| Recipe for Hate              | - Выпущен: 4 июня 1993 - Лейбл: Epitaph Records - Форматы: CD, LP, CS      | 14                     | —                      | —                      | —                      | —                      | —                      | —                      | —                      | —                      | —                      |                    |
| Stranger Than Fiction        | - Выпущен: 6 сентября 1994 - Лейбл: Atlantic Records - Форматы: CD, LP, CS | 87                     | 27                     | —                      | —                      | —                      | —                      | —                      | 6                      | 28                     | —                      | - С. Ш.А.: Золотая |
| The Gray Race                | - Выпущен: 27 февраля 1996 - Лейбл: Atlantic Records - Форматы: CD, LP, CS | 56                     | 15                     | —                      | 2                      | —                      | —                      | 61                     | 6                      | 21                     | 102                    |                    |
| No Substance                 | - Выпущен: 5 мая 1998 - Лейбл: Atlantic Records - Форматы: CD, LP, CS      | 78                     | 18                     | —                      | 17                     | —                      | —                      | —                      | 54                     | —                      | —                      |                    |
| The New America              | - Выпущен: 9 мая 2000 - Лейбл: Atlantic Records - Форматы: CD, LP, CS      | 88                     | 47                     | —                      | 38                     | —                      | —                      | —                      | 53                     | 69                     | —                      |                    |
| The Process of Belief        | - Выпущен: 22 января 2002 - Лейбл: Epitaph Records - Форматы: CD, LP       | 49                     | 41                     | —                      | 35                     | —                      | —                      | —                      | 39                     | 37                     | 136                    |                    |
| The Empire Strikes First     | - Выпущен: 8 июня 2004 - Лейбл: Epitaph Records - Форматы: CD, LP          | 40                     | —                      | —                      | —                      | —                      | —                      | 99                     | 42                     | 82                     | 122                    |                    |
| New Maps of Hell             | - Выпущен: 10 июля 2007 - Лейбл: Epitaph Records - Форматы: CD, LP         | 35                     | 64                     | —                      | 29                     | —                      | 53                     | —                      | 41                     | 49                     | —                      |                    |
| The Dissent of Man           | - Выпущен: 28 сентября 2010 - Лейбл: Epitaph Records - Форматы: CD, LP, DL | —                      | —                      | —                      | —                      | —                      | 46                     | —                      | —                      | 79                     | —                      |                    |
| True North                   | - Выпущен: 22 января 2013 - Лейбл: Epitaph Records - Форматы: CD, LP, DL   | —                      | —                      | —                      | —                      | —                      | 56                     | —                      | —                      | —                      | —                      |                    |
| Age of Unreason              | - Выпущен: 3 мая 2019 - Лейбл: Epitaph - Форматы: CD, LP, DL               | 73                     | 15                     | —                      | 12                     | 8                      | —                      | —                      | 58                     | 16                     | 143                    |                    |

### Концертные альбомы
| Tested        | - Выпущен: 1 января 1997 - Лейбл: Epic Records - Форматы: CD, CS | —  | —  | —  | —  | — | 49 | 25 | 74 |
| 30 Years Live | - Выпущен: 18 мая 2010 - Лейбл: Epitaph Records - Форматы: DL    | 19 | 30 | 16 | 49 | 7 | —  | —  | —  |

### Сборники
| Название                        | Детали                                                                    | Высшая позиция в чарте | Высшая позиция в чарте | Высшая позиция в чарте | Высшая позиция в чарте | Высшая позиция в чарте | Высшая позиция в чарте | Высшая позиция в чарте | Высшая позиция в чарте | Высшая позиция в чарте | Высшая позиция в чарте |
| Название                        | Детали                                                                    | US                     | US Alt.                | US Hard                | US Holi.               | US Indie               | US Rock                | US Taste               | US Vinyl               | FIN                    | JAP                    |
| ------------------------------- | ------------------------------------------------------------------------- | ---------------------- | ---------------------- | ---------------------- | ---------------------- | ---------------------- | ---------------------- | ---------------------- | ---------------------- | ---------------------- | ---------------------- |
| 80-85                           | - Выпущен: 12 ноября 1991 - Лейбл: Epitaph Records - Форматы: CD, CS      | —                      | —                      | —                      | —                      | —                      | —                      | —                      | —                      | —                      | —                      |
| All Ages                        | - Выпущен: 7 ноября 1995 - Лейбл: Epitaph Records - Форматы: CD, CS       | —                      | —                      | —                      | —                      | —                      | —                      | —                      | —                      | 20                     | —                      |
| Punk Rock Songs: The Epic Years | - Выпущен: 3 апреля 2002 - Лейбл: Epic Records - Форматы: CD              | —                      | —                      | —                      | —                      | —                      | —                      | —                      | —                      | —                      | —                      |
| Christmas Songs                 | - Выпущен: 29 октября 2013 - Лейбл: Epitaph Records - Форматы: CD, LP, DL | 101                    | 18                     | 7                      | 7                      | 17                     | 31                     | 20                     | 3                      | —                      | 126                    |

### Бокс сеты
| Название     | Детали                                                             |
| ------------ | ------------------------------------------------------------------ |
| Bad Religion | - Выпущен: 30 ноября 2010 - Лейбл: Epitaph Records - Форматы: 15LP |

### Мини-альбомы
| Название          | Детали                                                                 |
| ----------------- | ---------------------------------------------------------------------- |
| Bad Religion      | - Выпущен: февраль 1981 - Лейбл: Epitaph Records - Формат: 7" винил    |
| Back to the Known | - Выпущен: 12 апреля 1985 - Лейбл: Epitaph Records - Формат: 12" винил |

## Синглы
| Название                     | Год  | Высшая позиция в чарте | Высшая позиция в чарте | Высшая позиция в чарте | Высшая позиция в чарте | Высшая позиция в чарте | Высшая позиция в чарте | Высшая позиция в чарте | Высшая позиция в чарте | Высшая позиция в чарте | Альбом                   |
| Название                     | Год  | US Alt.                | US Main.               | US Rock                | FIN                    | GER                    | SWE                    | UK                     | UK Indie               | US Rock                | Альбом                   |
| ---------------------------- | ---- | ---------------------- | ---------------------- | ---------------------- | ---------------------- | ---------------------- | ---------------------- | ---------------------- | ---------------------- | ---------------------- | ------------------------ |
| «Atomic Garden»              | 1992 | —                      | —                      | —                      | —                      | —                      | —                      | —                      | —                      | —                      | Generator                |
| «American Jesus»             | 1993 | —                      | —                      | —                      | —                      | —                      | —                      | —                      | —                      | —                      | Recipe for Hate          |
| «Struck a Nerve»             | 1993 | —                      | —                      | —                      | —                      | —                      | —                      | —                      | —                      | —                      | Recipe for Hate          |
| «Lookin' In»                 | 1993 | —                      | —                      | —                      | —                      | —                      | —                      | —                      | —                      | —                      | Recipe for Hate          |
| «Stranger Than Fiction»      | 1994 | 28                     | —                      | —                      | —                      | —                      | —                      | —                      | —                      | —                      | Stranger Than Fiction    |
| «21st Century (Digital Boy)» | 1994 | 11                     | —                      | —                      | —                      | —                      | 23                     | 41                     | —                      | —                      | Stranger Than Fiction    |
| «Infected»                   | 1994 | 27                     | —                      | 33                     | —                      | —                      | —                      | —                      | —                      | —                      | Stranger Than Fiction    |
| «Incomplete»                 | 1995 | —                      | —                      | —                      | —                      | —                      | —                      | —                      | —                      | —                      | Stranger Than Fiction    |
| «A Walk»                     | 1996 | 34                     | 38                     | —                      | —                      | —                      | —                      | —                      | —                      | —                      | The Gray Race            |
| «Punk Rock Song»             | 1996 | —                      | —                      | —                      | 5                      | 29                     | 21                     | —                      | —                      | —                      | The Gray Race            |
| «Streets of America»         | 1996 | —                      | —                      | —                      | —                      | —                      | —                      | —                      | —                      | —                      | The Gray Race            |
| «Dream of Unity»             | 1997 | —                      | —                      | —                      | —                      | —                      | —                      | —                      | —                      | —                      | Tested                   |
| «Raise Your Voice»           | 1998 | —                      | —                      | —                      | —                      | —                      | —                      | —                      | —                      | —                      | No Substance             |
| «Shades of Truth»            | 1998 | —                      | —                      | —                      | —                      | —                      | —                      | —                      | —                      | —                      | No Substance             |
| «The New America»            | 2000 | —                      | —                      | —                      | —                      | —                      | —                      | —                      | —                      | —                      | The New America          |
| «I Love My Computer»         | 2000 | —                      | —                      | —                      | —                      | —                      | —                      | —                      | —                      | —                      | The New America          |
| «Sorrow»                     | 2001 | 35                     | —                      | —                      | —                      | —                      | —                      | —                      | —                      | —                      | The Process of Belief    |
| «Broken»                     | 2002 | —                      | —                      | —                      | —                      | —                      | —                      | —                      | —                      | 12                     | The Process of Belief    |
| «The Defense»                | 2002 | —                      | —                      | —                      | —                      | —                      | —                      | —                      | —                      | —                      | The Process of Belief    |
| «Supersonic»                 | 2002 | —                      | —                      | —                      | —                      | —                      | —                      | —                      | —                      | —                      | The Process of Belief    |
| «Los Angeles Is Burning»     | 2004 | 40                     | —                      | —                      | —                      | —                      | —                      | 67                     | 11                     | 3                      | The Empire Strikes First |
| «The Empire Strikes First»   | 2004 | —                      | —                      | —                      | —                      | —                      | —                      | —                      | —                      | —                      | The Empire Strikes First |
| «Honest Goodbye»             | 2007 | —                      | —                      | —                      | —                      | —                      | —                      | —                      | —                      | —                      | New Maps of Hell         |
| «New Dark Ages»              | 2007 | —                      | —                      | —                      | —                      | —                      | —                      | —                      | —                      | —                      | New Maps of Hell         |
| «The Devil In Stitches»      | 2010 | 39                     | —                      | 38                     | —                      | —                      | —                      | —                      | —                      | —                      | The Dissent of Man       |
| «Cyanide»                    | 2010 | —                      | —                      | —                      | —                      | —                      | —                      | —                      | —                      | —                      | The Dissent of Man       |
| «Wrong Way Kids»             | 2011 | —                      | —                      | —                      | —                      | —                      | —                      | —                      | —                      | —                      | The Dissent of Man       |
| «Fuck You»                   | 2012 | —                      | —                      | —                      | —                      | —                      | —                      | —                      | —                      | —                      | True North               |
| «True North»                 | 2013 | —                      | —                      | —                      | —                      | —                      | —                      | —                      | —                      | —                      | True North               |
| «Father Christmas»           | 2013 | —                      | —                      | —                      | —                      | —                      | —                      | —                      | —                      | —                      | —                        |

## Видео

### Видео альбомы
| Название                        | Детали                                                                     | Топ |
| Название                        | Детали                                                                     | US  |
| ------------------------------- | -------------------------------------------------------------------------- | --- |
| Along the Way                   | - Выпущен: 25 августа 1990 - Лейбл: Epitaph Records - Форматы: VHS         | —   |
| Big Bang                        | - Выпущен: 1992 - Лейбл: Epitaph Records - Формат: VHS                     | —   |
| The Riot                        | - Выпущен: 29 августа 2000 - Лейбл: Music Video Distribution - Формат: DVD | —   |
| Punk Rock Songs: The Epic Years | - Выпущен: 2005 - Лейбл: Sony - Формат: DVD                                | —   |
| Live at the Palladium           | - Выпущен: 7 марта 2006 - Лейбл: Epitaph Records - Формат: DVD             | 18  |

### Видеоклипы
| Название                     | Год  | Режиссер                 |
| ---------------------------- | ---- | ------------------------ |
| «Do What You Want»           | 1988 | —                        |
| «Atomic Garden»              | 1992 | Гор Вербински            |
| «American Jesus»             | 1993 | Гор Вербински            |
| «Struck a Nerve»             | 1993 | Деррен Лаветт            |
| «Stranger Than Fiction»      | 1994 | Гор Вербински            |
| «21st Century (Digital Boy)» | 1994 | Гор Вербински            |
| «Infected» (первая версия)   | 1995 | Карлос Грассо            |
| «Infected» (вторая версия)   | 1995 | Деррен Лаветт            |
| «Incomplete»                 | 1995 | Симеон Соффер            |
| «A Walk»                     | 1996 | Девид Браггер            |
| «Punk Rock Song»             | 1996 | Девид Браггер            |
| «The Streets of America»     | 1996 | Девид Браггер            |
| «Ten in 2010»                | 1996 | Френсис Лоуренс          |
| «Dream of Unity»             | 1997 | —                        |
| «Raise Your Voice»           | 1998 | Кай Сер                  |
| «New America»                | 2000 | Эван Бернард             |
| «Sorrow»                     | 2002 | Boo!                     |
| «Broken»                     | 2002 | Boo!                     |
| «Los Angeles is Burning»     | 2004 | Lightborne               |
| «New Dark Ages»              | 2007 | Майкл Пинкни, Майкл Райк |
| «Honest Goodbye»             | 2007 | Лекс Халаби              |
| «Wrong Way Kids»             | 2011 | Николь Васкель           |
| «True North»                 | 2013 | Зак Мерк                 |